# You Me Her
You Me Her – amerykańsko-kanadyjski serial telewizyjny ukazujący życie małżonków mieszkających na przedmieściu, którzy weszli w romantyczny trójkąt, znany także pod nazwą związek poliamoryczny. Serial rozgrywany jest w Portland w Oregonie a scenariusz został napisany przez Johna Scotta Shepherda. Serial jest także reklamowany jako „pierwsza wielo-romantyczna komedia” telewizyjna. 9 czerwca 2016 roku kanał Audience Network przedłużył produkcję nagrywając drugi i trzeci sezon. Sezon trzeci miał premierę 20 marca 2018 roku.

## Fabuła
Serial ukazuje życie małżonków, tradycyjnych mieszkańców Portland w Oregonie, około trzydziestoletnich Jacka i Emmę Trakarsky’ch, których życie seksualne powoli umierało. Aby je ożywić i począć dziecko, zdecydowali się wprowadzić do swojego małżeństwa Izzy, dwudziestopięcioletnią studentkę i osobę do towarzystwa, początkowo zakładając, że będzie to relacja czysto biznesowa.
Kiedy obydwoje zaczęli pałać uczuciem do Izzy, zresztą z wzajemnością, zdali sobie sprawę, że stąpają po bardzo grząskim gruncie. Ich wścibscy sąsiedzi mają bowiem ograniczone normy społeczne i są uprzedzeni. Próbując zmierzyć się z własnymi uczuciami i niepewnościami, para musi dostosować się do dziwnej dynamiki ich poliamorycznego związku.

## Obsada

### Obsada główna
- Priscilla Faia jako Isabelle „Izzy” Silva, studentka ostatniego roku psychologii i osoba do towarzystwa.
- Rachel Blanchard jako Emma Trakarsky, architektka.
- Greg Poehler jako Jack Trakarsky, asystent dziekana czekający na awans na stanowisko dziekana, mąż Emmy.
- Melanie Papalia jako Nina, współlokatorka Izzy.

### Role drugoplanowe
- Jarod Joseph jako Andy
- Kevin O’Grady (Sezon 1) i Dave Collette (Sezon 2) jako Gabe, brat Jacka
- Jennifer Spence jako Carmen
- Ennis Esmer jako Dave
- Chelah Horsdal jako Lori
- Laine MacNeil jako Ava
- Jerry Wasserman jako Dziekan Weinstock
- Patrick Gilmore jako Shaun
- Michael Hogan jako ojciec Emmy
- Agam Darshi jako Ruby Shivani